# Árif ad-Dadžání
Árif ad-Dadžání (arabsky عارف الدجاني‎, 1856–1930) byl palestinský arabský politik a starosta Jeruzaléma na počátku mandátní britské správy v období let 1917–1918.

## Biografie
Narodil se v roce 1856 v Jeruzalémě. Funkci starosty Jeruzaléma zastával na sklonku první světové války, v době počínající britské správy. V roce 1918 byl delegátem arabské Muslimsko-křesťanské asociace, v lednu 1919 se stal jejím předsedou v Jeruzalémě a tím i předsedou této asociace jako takové. Svolal roku 1919 první Palestinský arabský kongres, kde zazněly požadavky na nezávislý arabský stát spojený se Sýrií a kde byl odmítnut sionismus a židovské nároky na tuto oblast. Byl pak viceprezidentem Arabského výkonného výboru a jeho delegátem na kongresy tohoto výboru konané v roce 1920 v Haifě a v roce 1921 v Jeruzalémě. Spolu s Radžibem Našašibim vedli počátkem 20. let 20. století arabskou opozici, pak se ovšem politicky rozešli.